# People's Choice Awards 1975
La 1ª edizione dei People's Choice Awards, presentata da Richard Crenna, si è svolta il 3 marzo 1975 ed è stata trasmessa dalla CBS.
In seguito sono elencate le categorie. Il relativo vincitore è stato indicato indicato in grassetto.

## Cinema

### Film preferito
- La stangata (The Sting), regia di George Roy Hill

### Attore cinematografico preferito
- John Wayne
- Paul Newman
- Robert Redford

### Attrice cinematografica preferita
- Barbra Streisand
- Faye Dunaway
- Raquel Welch

## Televisione

### Serie televisiva drammatica preferita
- Una famiglia americana (The Waltons) (ex aequo)
- Kojak (ex aequo)

### Serie televisiva commedia preferita
- Arcibaldo (All in the Family)
- Good Times
- Sanford and Son

### Programma di varietà preferito
- The Carol Burnett Show
- The Lawrence Welk Show
- Tony Orlando and Dawn

### Attore televisivo preferito
- Alan Alda (ex aequo)
- Telly Savalas (ex aequo)
- Peter Falk

### Attrice televisiva preferita
- Mary Tyler Moore
- Carol Burnett
- Valerie Harper

## Musica

### Artista maschile preferito
- Mac Davis
- John Denver
- Elton John

### Artista femminile preferita
- Olivia Newton-John (ex aequo)
- Barbra Streisand (ex aequo)
- Lynn Anderson
- Helen Reddy

### Gruppo musicale preferito
- Chicago (ex aequo)
- The Osmonds (ex aequo)
- Tony Orlando and Dawn

## Altri premi

### Intrattenitore preferito
- Bob Hope
- Johnny Carson
- Sammy Davis Jr.

### Intrattenitrice preferita
- Carol Burnett
- Mary Tyler Moore
- Barbra Streisand

### Personalità sportiva preferita
- Hank Aaron (ex aequo)
- Joe Namath (ex aequo)
- Billie Jean King